# Most Brodzki
Most Brodzki (Weistritz Brücke) – most we Wrocławiu stanowiący przeprawę nad rzeką Bystrzyca. 
Most położony jest w ciągu ulicy Janowskiej. Łączy osiedle Pracze Odrzańskie z terenem osiedla Janówek, zapewniając komunikację drogową między innymi dla Wrocławskiej Oczyszczalni Ścieków. Jest to ostatnia przeprawa na tej rzece przed jej ujściem do Odry
. Przy moście zlokalizowano wodowskaz.
Obecny most wybudowany w 1967 roku to konstrukcja trójprzęsłowa wykonana z kablobetonu prefabrykowanego typu WBS, dźwigary swobodnie podparte, przykryte płytą żelbetową. Nawierzchnia mostu bitumiczna. Długość mostu wynosi 56,4 m, a jego szerokość 11,5 m (w tym 9,0 m to jezdnia oraz dwa chodniki po obu stronach mostu 1,25 m każdy). Dopuszczalna masa pojazdu 15 t.